# Kuborn
Kuborn (en luxemburguès: Kéiber; en alemany: Kuborn) és una vila de la comuna de Wahl situada al districte de Diekirch del cantó de Redange. Està a uns 33 km de distància de la ciutat de Luxemburg.